# Kwaliteitsaudit
Een kwaliteitsaudit is een audit die vaak gericht is op het kwaliteitsmanagementsysteem van een organisatie.
In NEN-EN ISO 9000:2005 wordt de (kwaliteits)audit als volgt gedefinieerd:
Een systematisch, onafhankelijk en gedocumenteerd proces voor het verkrijgen van auditbewijsmateriaal en het objectief beoordelen daarvan om vast te stellen in welke mate aan overeengekomen auditcriteria is voldaan.
Achter de woorden van deze ene zin gaat een wereld schuil.

## Systematisch onderzoek
Voor een kwaliteitsaudit is een systematisch onderzoek nodig. Dit stelt gelijk een aantal eisen aan de kwaliteitsauditor. Deze zal namelijk een plan moeten maken voor de uitvoering van de audit.
Een dergelijk plan bestaat vaak uit een aantal fasen:
- Voorbereiding van de audit;
- Verzamelen van gegevens van het object van onderzoek;
- Beoordelen en analyse van de gegevens;
- Opstellen van conclusies en aanbevelingen;
- Rapporteren over de resultaten van het onderzoek;
- Eventuele vastlegging over de follow-up van de audit.

## Onafhankelijk onderzoek
Om de objectiviteit van een kwaliteitsaudit zo veel mogelijk te waarborgen wordt van een auditor een onafhankelijke opstelling verwacht. Deze opstelling is nodig om te voorkomen dat de belangen van de organisatie in het gedrang komen en persoonlijke- of afdelingsbelangen de boventoon gaan voeren.
Een onafhankelijke opstelling is voor een externe auditor eenvoudig te realiseren, hij werkt immers niet voor het bedrijf dat hij audit. Toch zal hij niet te veel voor deze organisatie moeten werken. Dan ontstaat toch weer een vorm van afhankelijkheid, omdat de auditor voor een te groot deel van zijn inkomsten 'afhankelijk' wordt van de organisatie.
Voor een interne auditor is dit eigenlijk niet mogelijk. Hij werkt namelijk voor de organisatie waarvoor hij de audits uitvoert. Daarom wordt van interne auditors vaak een onpartijdige opstelling gevraagd. Dit houdt in dat naast zijn onpartijdige en zo veel mogelijk onafhankelijke opstelling hij voldoende gesteund moet worden door het management van de organisatie om objectief te kunnen optreden. Vaak betekent het ook dat een dergelijke auditor buiten het proces dat hij beoordeelt werkt, waarmee zijn rol ook organisatorisch is gescheiden van het object van onderzoek.
Ook zal bij de onafhankelijkheid rekening moeten worden gehouden met softe criteria. Een auditor die innig bevriend is met een manager of regelmatig door het management wordt gefêteerd zal al snel niet meer als objectief worden gezien.

## Vastgelegde regelingen
Om een kwaliteitsaudit te kunnen uitvoeren zal een organisatie een kwaliteitsmanagementsysteem moeten hebben. Dat is een systeem waarin de AO/IC van de organisatie is vastgelegd. Het gaat dus aanmerkelijk verder dan alleen het onderzoeken op basis van onderlinge afspraken. 
Het vastgelegde kwaliteitssysteem is een verzameling van de afspraken die in de organisatie zijn gemaakt. Het kan daarmee binnen de organisatie als naslagwerk voor de medewerkers en opleidingsmateriaal voor nieuwe medewerkers worden gebruikt. Het kan zeer gedetailleerd vastleggen hoe de werkzaamheden moeten worden uitgevoerd, maar ook globaler aangeven wie wat uitvoert binnen de organisatie.
Door de regelingen in een kwaliteitssysteem vast te leggen borgt de organisatie de kwaliteit van haar werkwijze en kan het van daaruit verder verbeteren door het kwaliteitssysteem aan te passen aan de ontwikkelingen binnen de organisatie.

## Doeltreffend
Het kwaliteitsmanagementsysteem zal erop gericht moeten zijn om de doelen van de organisatie te realiseren. Doeltreffendheid is daarmee een belangrijk criterium. Dit kan betekenen dat de vastgelegde regelingen moeten worden aangepast als blijkt dat deze onvoldoende bijdragen aan het realiseren van de doelstellingen. Het kwaliteitssysteem mag niet worden gezien als het ultieme doel, maar juist als middel om het doel te bereiken.

## Soorten kwaliteitsaudits
Er zijn een aantal redenen waarom een kwaliteitsaudit wordt uitgevoerd:
- Het bepalen in hoeverre het kwaliteitsmanagementsysteem voldoet aan de gespecificeerde eisen;
- Het bepalen van de effectiviteit van het geïmplementeerde kwaliteitssysteem;
- Het bepalen waar de organisatie zich nog verder kan verbeteren;
- Het voldoen aan wettelijke eisen;
- Het certificeren van het kwaliteitssysteem.

Een kwaliteitsaudit kan ook op verschillende manieren worden uitgevoerd:
- Interne audit van een product, proces of organisatie(onderdeel) van het eigen bedrijf in opdracht van het eigen bedrijf;
- Externe audit van een product, proces of organisatie(onderdeel) van het bedrijf van een leverancier in opdracht van het eigen bedrijf;
- Extrinsieke audit van een product, proces of organisatie(onderdeel) van het eigen bedrijf in opdracht van een extern bedrijf, een certificatie-instelling, de overheid e.d..

## ISO 19011
Voor het auditten van kwaliteitssystemen zijn internationale richtlijnen opgesteld. Deze zijn opnieuw in 2011 vastgelegd in de ISO-norm 19011:2011. Deze nieuwe richtlijn is een samenvoeging van de richtlijn voor het Auditen van Kwaliteitssystemen (ISO 10011:1991) en de richtlijn voor milieu-auditing (ISO 14010:1996). 